# Liste des édifices labellisés « Architecture contemporaine remarquable » du Territoire de Belfort
Cet article recense les édifices labellisés « Architecture contemporaine remarquable » du Territoire de Belfort, en France.
Le label « Architecture contemporaine remarquable » remplace depuis 2016 l'ancien label « Patrimoine du XXe siècle ». Il ne prend en compte que des édifices de moins de 100 ans à la date de labellisation, et qui ne sont pas protégés comme monuments historiques.
Au début 2024, le Territoire de Belfort compte sept édifices ainsi labellisés.

## Liste
| Monument                              | Commune    | Adresse                    | Coordonnées                      | Notice     | Date | Illustration               |
| ------------------------------------- | ---------- | -------------------------- | -------------------------------- | ---------- | ---- | -------------------------- |
| Lycée professionnel Denis-Diderot     | Bavilliers | Rue d'Alembert             | 47° 37′ 43″ nord, 6° 50′ 21″ est | ACR0001643 | 2020 | Image manquante Téléverser |
| Église Saint-Louis                    | Belfort    | 224 avenue Jean-Jaurès     | 47° 39′ 24″ nord, 6° 50′ 45″ est | ACR0000246 | 2004 | Église Saint-Louis         |
| Église Sainte-Thérèse                 | Belfort    | 16 avenue du Château-d'Eau | 47° 38′ 24″ nord, 6° 50′ 13″ est | ACR0001644 | 2020 | Image manquante Téléverser |
| Groupe scolaire du Mont et des Barres | Belfort    | 10 rue Siegfried           | 47° 38′ 34″ nord, 6° 50′ 09″ est | ACR0000247 | 2004 | Image manquante Téléverser |
| Maison du Peuple et esplanade         | Belfort    | 1 place de la Résistance   | 47° 38′ 31″ nord, 6° 51′ 06″ est | ACR0000248 | 2004 | Image manquante Téléverser |
| Marché des Vosges                     | Belfort    | Avenue Jean-Jaurès         | 47° 39′ 06″ nord, 6° 51′ 00″ est | ACR0000249 | 2004 | Image manquante Téléverser |
| Station de pompage                    | Delle      | Pré Monsieur               | 47° 31′ 04″ nord, 6° 59′ 39″ est | ACR0001670 | 2021 | Image manquante Téléverser |